# Leif Segerstam

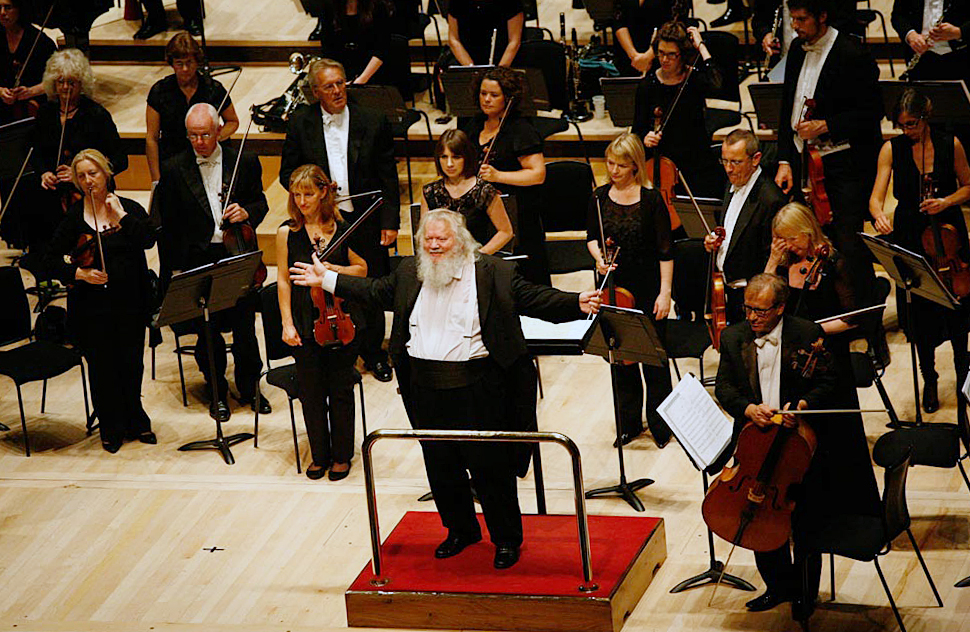
Leif Segerstam (2012)

Leif Segerstam (2. března 1944, Vaasa – 9. října 2024 Helsinky) byl finský dirigent a skladatel, autor rozsáhlého díla, čítajícího mj. 291 symfonií.

## Život
Narodil se do hudební rodiny svému otci Selimu Segerstamovi a matce Viole Marii Kronqvistové. V jeho třech letech se rodina přestěhovala do Helsinek, kde získal hudební vzdělání, v nichž pokračoval i na slavné Juilliard School v New Yorku (abs. 1965). Nejprve působil jako houslista a violista. Dirigentský debut si odbyl v Tampere při řízení opery Lazebník sevillský Gioacchina Rossiniho. Následně dostal příležitosti i ve Finské národní opeře nebo u Symfonického orchestru Finského rozhlasu. V letech 1995 až 2007 byl šéfdirigentem Helsinské filharmonie a poté až do své smrti jejím čestným šéfdirigentem.
Jako skladatel se proslavil zejména vysokým počtem zkomponovaných symfonií, kterých do roku 2015 napsal 291. Jde zpravidla o zhruba dvacetiminutová jednovětá díla, zpravidla hraná bez dirigenta. Inspirací k takovým symfoniím byla Segerstamovi 7. symfonie Jeana Sibelia.
Segerstamův skladatelský jazyk je založený na vlastním přístupu k aleatorice. Segerstam ho nazývá „svobodná pulzace“ a drží se ho v celé své zralé tvorbě.
Byl dvakrát ženatý, obě manželství skončila rozvodem. S houslistkou Hannele Angervovou měl dvě děti, violoncellistku Piu a podnikatele Jana. S harfenistkou Minnaleenou Jankkovou měl tři děti, Violaelinu, Selimoskara a Iirisilonu.